# Thomas William Glasgow

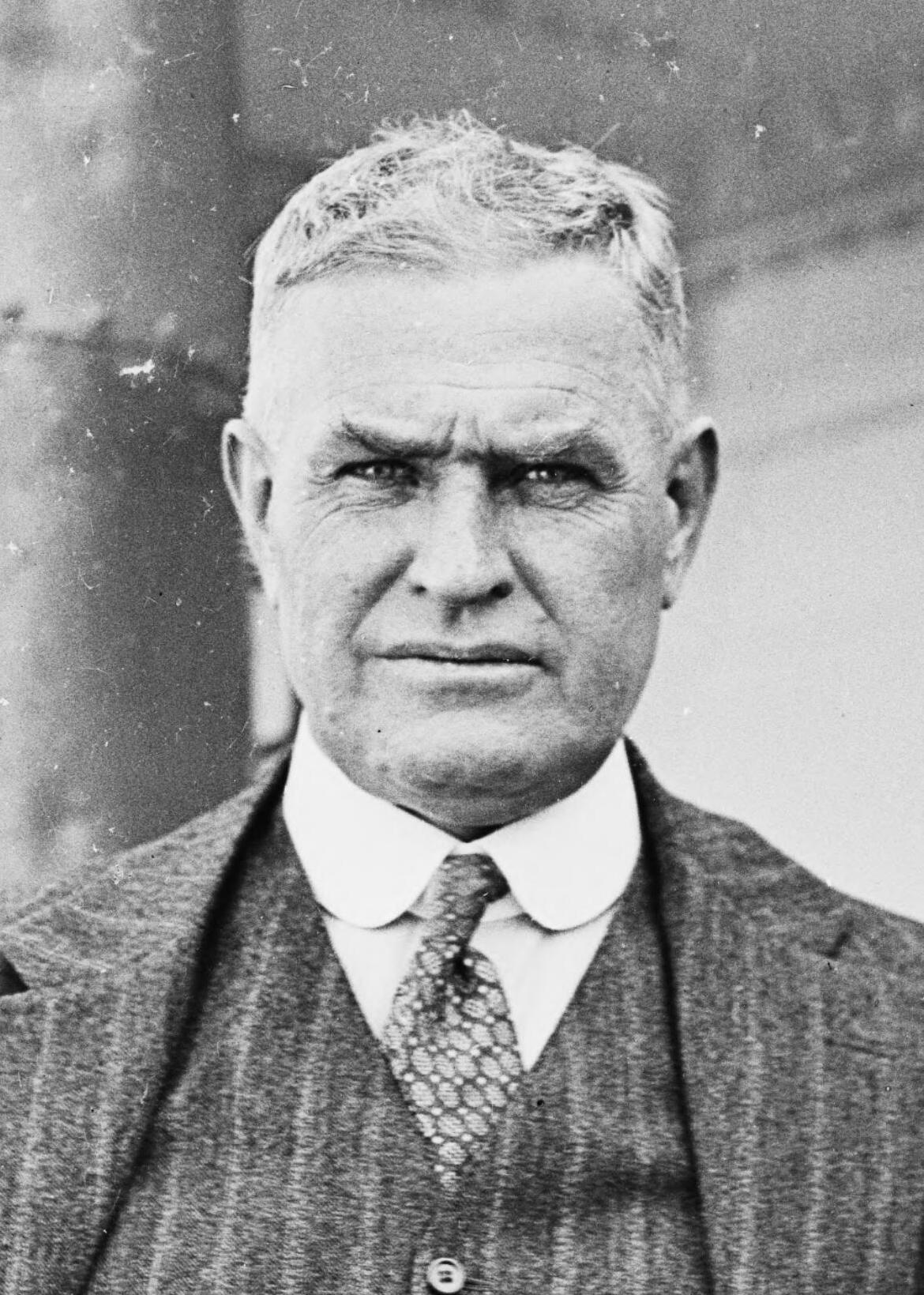
William Glasgow

Sir Thomas William Glasgow (* 6. Juni 1876 in Tiaro, südlich von Maryborough, Queensland; † 4. Juli 1955 in Brisbane, Queensland) war ein australischer General, Politiker und Diplomat, der im Ersten Weltkrieg eine Division an der Westfront kommandierte.

## Leben
Sein Vater Samuel (1841–1916), war ein nordirischer Farmer, der 1863 aus Armagh in die Kolonie Australien auswanderte. Samuel hatte im September 1864 geheiratet, seine Frau Matilda Armstrong starb bereits im Mai 1867 und er musste die kleine Tochter, Elizabeth, alleine großziehen. Thomas William wurde 1876 aus der zweiten Ehe von Samuel Glasgow mit Margaret Trotter, geb. Anderson, (1850–1912) eine Engländerin schottischer Abstammung auf der Farm „Upton Bank“ am Mary River geboren. Thomas William war das 4 Kind der 8 Söhne und 3 Töchter von Samuel und Mary.

### Ausbildung
„Bill“ Glasgow wurde an der One-Mile State School und der Maryborough Grammar School unterrichtet. Eine Zeit lang war Samuel Herr auf der Zuckerplantage „Antigua“ in Tiaro, aber Mary hatte Angst vor den Kanaka-Arbeitern, wenn die eigenen Männer weg waren. In Gympie wurde 1867 Gold entdeckt, wodurch der Ort über Nacht zur Stadt wurde. Samuel wollte am dortigen Goldrausch teilnehmen, wodurch die Familie 1882 dorthin übersiedelte. Samuel errichtete ein Geschäft auf dem Red Hill, wo man sicher vor den ewigen Überschwemmungen des Mary River war. Die wachsende Familie lebte im Nebenhaus des Geschäftes, unter dem zeitweilig Sprengstoff gelagert wurde, die drei jüngsten Töchter sollten hier bis an ihr Lebensende leben. Thomas William erhielt von der Familie und seinen Lehrer einen Dienst- und Pflichtenkodex vermittelt, der die damalige charakteristische protestantische Arbeitsmoral enthielt. Nachdem er Ende 1892 die Schule verlassen hatte, arbeite Thomas als Junior-Angestellter im Büro der Bergbaugesellschaft von G. S. Lewis bei Gympie und wurde später Angestellter in der dortigen Queensland National Bank.

### Früher Militärdienst
Noch als Teenager trat Glasgow dem Wide Bay Regiment der Queensland Mounted Infantry bei und widmete die meisten seiner freien Wochenenden dem Soldatendienst. Er wohnte 1897 zusammen mit neunzehn anderen Freiwilligen des australischen Queensland-Kontingent der Jubiläumsfeier Queen Victorias in London bei. Er diente dann im Südafrikakrieg als Leutnant im 1. Queensland Mounted Infantry-Kontingent und nahm an der Befreiung von Kimberley, der Eroberung des Lagers von Cronjé in der Schlacht von Modder River und an der Besetzung von Bloemfontein im Jahr 1900 teil. Er wurde in den Depeschen erwähnt und am 16. April 1901 mit dem Distinguished Service Order ausgezeichnet.
Nach dem Burenkrieg verbrachte Bill ein Jahr bei der Queensland National Bank in Charters Towers, bevor er und sein Bruder Alex 1902 das Familiengeschäft übernahmen. Am 21. April 1904 heiratete er Annie Isabel Stumm, genannt „Belle“, Tochter des in Deutschland geborenen Jacob Stumm, dem Inhaber der Gympie Times. Will und Belle hatten zwei Töchter, Joan und Beth. Die Brüder verkauften das Geschäft 1913 und Will kaufte zusammen mit seinem Bruder Harry die Rinderstation „Sanders“ in der Nähe von Dingo an der Eisenbahnlinie nach Rockhampton.

### Im Weltkrieg
Will Glasgow war nebenbei in der Miliz aktiv, diente im 13. Light Horse-Regiment und trat sofort nach Kriegsausbruch 1914 der Australian Imperial Force (AIF) im Rang eines Majors und mit der Ernennung zum Stellvertreter des 2. Light Horse Regiments bei. Er zeichnete sich in Gallipoli aus und erhielt im August 1915 das Kommando über das 1. Light Horse Regiment und im September über das 2. Light Horse Regiment. Als die AIF Anfang 1916 in Ägypten neu organisiert wurde, erhielt Glasgow das Kommando über die 13. australische Infanterie-Brigade. Er führte die Brigade während des größten Teils ihres Dienstes in Nordfrankreich und war maßgeblich am Erfolg in der Schlacht von Villers-Bretonneux im April 1918 beteiligt. Einer Aktion, die von einem britischen Kommandanten beschrieben wurde, der sie als „die größte Einzelleistung des Krieges“ bezeugte. Am 30. Juni 1918 wurde Generalmajor Glasgow zum Kommandeur der 1. australischen Division ernannt, als einer von nur einer Handvoll Australiern, die im Ersten Weltkrieg eine Division befehligten. Von Vorgesetzten und Untergebenen gleichermaßen als hervorragend angesehen, hatte er „immer den Respekt und die Wertschätzung seiner Truppen“. Glasgow wurde achtmal in Depeschen erwähnt, mit dem CMG (1916) und CB (1918) sowie 1919 mit dem französischen Offiziersorden der Legion d’Honneur sowie dem Croix de Guèrre mit Palme ausgezeichnet.

### Politische Karriere
Mitte 1919 kehrte er nach Australien zurück. Als sein Zug am Bahnhof von Toowoomba ankam, war der Andrang der Jubelnden so groß, dass die beiden kleinen Töchter, die auf dem Bahnsteig auf ihren Vater warteten, durch das Fenster in den Waggon gebracht werden mussten. Als beliebter Kriegsheld wurde er bald von der Nationalist Party aufgestellt, um für den Senat zu kandidieren. Er wurde im Juni zum Knight Commander des Bathordens (KCB) ernannt und im Dezember 1919 zum Senator von Queensland gewählt. Die Familie Glasgow zog nach Melbourne und Glasgow wurde am 1. Juli 1920 im Senat vereidigt. Glasgow war kein guter Redner und blieb bis zu seinem Lebensende bei öffentlichen Reden zurückhaltend. 1923 spielte er eine wichtige Rolle beim Versuch, die Kluft zwischen der Nationalist Party und der Country Party in Queensland zu heilen. Sein Ansehen war groß genug, dass ihm die Führung der neu gegründeten United Party in Queensland angeboten wurde, ein Angebot, das er aber ablehnte. Zur gleichen Zeit wurde er zur Besetzung eines Bundesressorts in Betracht gezogen. Im Juni 1926 wurde er in der Regierung Bruce-Page Minister for Home and Territories. Seine kurze Amtszeit war jedoch schwierig, da sie in die Zeit unmittelbar vor der Verlegung des Parlaments nach Canberra fiel. Seine damalige Position im Aufsichtsrat der Federal Capital Commission war Gegenstand von Kritik, der er in seinem üblichen unerbittlichen Stil begegnete. Glasgow wurde im August 1926 in die Kontroverse um die Entlassung von Colonel E.T. Leane als Administrator von Norfolk Island verwickelt. Sein schärfster Kritiker wurde Harold Edward Elliott, ein weiterer Offiziersveteran des Krieges.
Ende März 1927 ersetzte Glasgow Sir Neville Howse als Minister für Verteidigung, ein Ressort, das Glasgow seit seiner ersten Ernennung im Senat vertreten hatte. Die vorgegebene Politik durchzuführen, die weitgehend von finanziellen Zwängen der Zeit bestimmt wurde, war nicht leicht. Aber laut dem Jahresbericht des Verteidigungsministeriums von 1929 hatten die beiden vorangegangenen Jahre „eine Wiederbelebung des Geistes und der Traditionen der Armee“ erlebt, was wohl auf Glasgows unbestrittene Fähigkeit zurückzuführen war. Während der Abwesenheit von Senator Pearce Ende 1927 wurde Glasgow stellvertretender Regierungschef im Senat, er präsentierte Gesetze und verteidigte die bisherige Regierungspolitik. 1928 leitete er die Commonwealth-Delegation beim Treffen der Empire Parliamentary Association in Kanada.
Als Verteidigungsminister war Glasgow auch für die Entwicklung der Zivilluftfahrt verantwortlich und hatte 1928 das Defence Equity Bill eingeführt, das Bestimmungen zur Überwachung der australischen Küste, insbesondere im Nordwesten, enthielt. Mit der Niederlage der Regierung im Oktober 1929 wurde Glasgow zum stellvertretenden Oppositionsführer im Senat ernannt. Er spielte eine herausragende Rolle gegen die Politik der Scullin-Regierung und erwarb sich den Ruf als „Big Bill“ weil er auch Vorsitzender des Sonderausschusses für die Central Reserve Bank Bill war, der ausschließlich aus Senatoren der Opposition bestand. Als die Scullin-Regierung im Dezember 1931 abgewählt wurde, wurde erwartet, dass Glasgow wieder das Verteidigungsministerium übernehmen würde, aber der allgemeine Schwenk gegen die Labour Party in Queensland kostete Glasgow seinen Posten. Trotz der Spekulationen, dass er zum australischen Hochkommissar für London ernannt werden würde, kehrte er nach Brisbane zurück und baute sich dort 1936 ein Haus auf einem Hügel im Vorort Indooroopilly.

### Hochkommissar in Kanada
Als 1939 der Zweite Weltkrieg ausbrach, stellte er sich freiwillig der Regierung zur Verfügung und wurde als Australiens erster Hochkommissar für Kanada vorgeschlagen. Er zögerte zunächst dieses Amt anzunehmen, weil er lieber aktiv am Kriegsgeschehen tätig sein wollte, zudem war er sich bewusst, kein professioneller Diplomat zu sein. Trotzdem nahm er schließlich im März 1940 die Position des Hochkommissars an und blieb bis 1945 in Kanada, bis andere Kandidaten ins Gespräch kamen, dort als Generalgouverneur zu amtieren.
Nach dem Krieg kehrte Glasgow nach Indooroopilly zurück und nahm seine pastoralen und geschäftlichen Interessen wieder auf. Sein restliches Leben besuchte er auch regelmäßig seine Schwestern im Stammhaus am Mary River und betrachtete Gympie immer als seine Heimatstadt. Nach einem Leben voller außergewöhnlicher Aktivitäten starb er am 4. Juli 1955 in Brisbane, wurde in der St. Andrew’s Presbyterian Church staatlich beerdigt und am Mt. Thompson eingeäschert wurde. Seine Frau und zwei Töchter überlebten ihn.